# Pulitzer-Preis 1944
Der Pulitzer-Preis 1944 war die 28. Verleihung des renommierten US-amerikanischen Literaturpreises. Es wurden Preise in 13, der insgesamt 14 Kategorien im Bereich Journalismus und dem Bereich Literatur, Theater und Musik vergeben.
Die Jury für den Pulitzer-Preis bestand aus 15 Personen, unter anderem dem Präsidenten der Columbia-Universität Nicholas Murray Butler und Robert Choate, Redakteur und Herausgeber des Boston Herald.

## Preisträger
| Kategorie                                                                        | Preisträger                                                        | Begründung |
| -------------------------------------------------------------------------------- | ------------------------------------------------------------------ | --- |
| Dienst an der Öffentlichkeit (Public Service)                                    | The New York Times                                                 | Preis verliehen für die Veröffentlichungen über den Unterricht in amerikanischer Geschichte.                                                                                                |
| Berichterstattung (Reporting)                                                    | Paul Schoenstein und die Mitarbeiter des New York Journal-American | Preis verliehen für einen Artikel vom 12. August 1943 über ein zweijähriges Mädchen, dem das Leben gerettet wurde, indem ihr im Lutheran Hospital in New York Penicillin verabreicht wurde. |
| Korrespondenz (Correspondence)                                                   | Ernest Taylor Pyle, Scripps-Howard Newspaper Alliance              | Preis verliehen für seine Kriegskorrespondenz. |
| Berichterstattung im Inland per Telegrafie (Telegraphic Reporting – National)    | Dewey L. Fleming, The Baltimore Sun                                | Preis verliehen für seine Berichterstattung im Jahr 1943. |
| Auslandsberichterstattung per Telegrafie (Telegraphic Reporting – International) | Daniel De Luce, Associated Press                                   | Preis verliehen für seine Berichterstattung im Jahr 1943. |
| Leitartikel (Editorial Writing)                                                  | Henry J. Haskell, Kansas City Star                                 | Preis verliehen für seine Leitartikel im Jahr 1943. |
| Karikatur (Editorial Cartooning)                                                 | Clifford K. Berryman, The Evening Star                             | Preis verliehen für Where Is the Boat Going?. |
| Fotografie (Photography)                                                         | Earle L. Bunker, The World-Herald                                  | Preis verliehen für die Fotografie mit dem Titel Homecoming. |
| Fotografie (Photography)                                                         | Frank Filan, Associated Press                                      | Preis verliehen für die Fotografie mit dem Titel Tarawa Island. |

| Kategorie                                                   | Preisträger                                                             |
| ----------------------------------------------------------- | ----------------------------------------------------------------------- |
| Roman (Novel)                                               | Journey in the Dark von Martin Flavin                                   |
| Theater (Drama)                                             | nicht vergeben                                                          |
| Geschichte (History)                                        | The Growth of American Thought von Merle Curti                          |
| Biographie oder Autobiographie (Biography or Autobiography) | The American Leonardo: The Life of Samuel F B. Morse von Carleton Mabee |
| Dichtung (Poetry)                                           | Western Star von Stephen Vincent Benet                                  |
| Musik (Music)                                               | Symphony No. 4. Opus 34 von Howard Hanson                               |